# Prenzlauer Kreisbahnen

Streckenplan der Prenzlauer Kreisbahn

Die Prenzlauer Kreisbahnen waren ein Eigenbetrieb des früheren Landkreises Prenzlau in der Uckermark. Sie verfügte über ein Streckennetz von 108,25 km.
Sie bestanden aus folgenden vier Strecken:
- Prenzlau–Löcknitz
- Prenzlau–Klockow
- Prenzlau–Strasburg (Uckerm)
- Dedelow–Fürstenwerder

## Der Betrieb

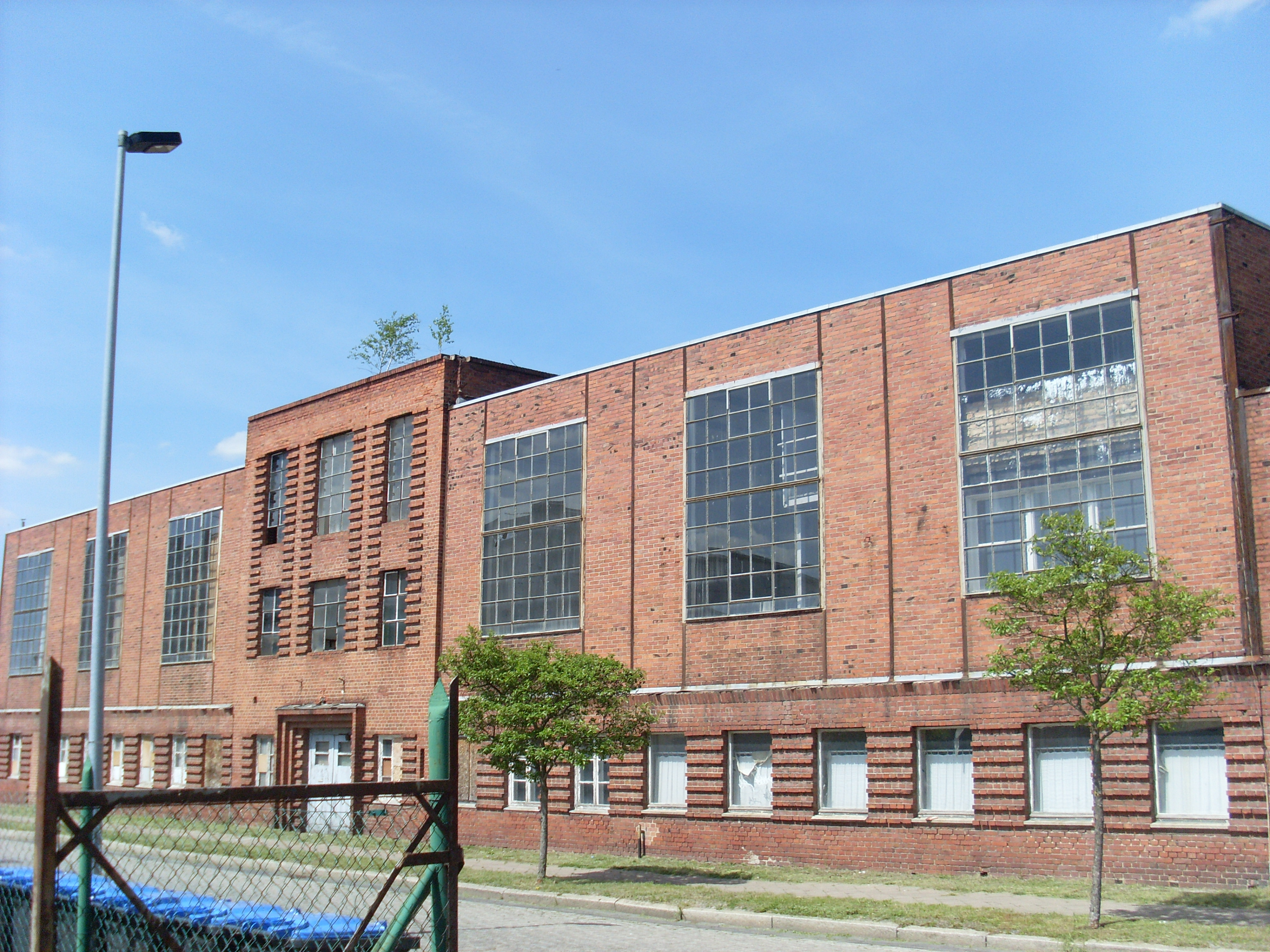
Werkstatt der Prenzlauer Kreisbahnen

Das kreiseigene Bahnunternehmen nahm am 2. Dezember 1902 zwei normalspurige Kleinbahnstrecken in Betrieb, die vom Kleinbahnhof der Kreisstadt Prenzlau ausgingen:
- in nördlicher Richtung nach Strasburg in der Uckermark über Dedelow, wo eine Zweigbahn nach Fürstenwerder abging und
- in östlicher Richtung über Damme nach Brüssow.

Hier schloss sich die schon am 29. November 1898 von der Uckermärkischen Lokalbahn AG eröffnete Strecke nach Löcknitz an der Hauptbahn Stettin–Pasewalk an. Diese war kurz vorher – am 27. November 1902 – ins Eigentum der Kreisbahn übergegangen. Damit betrug die Streckenlänge insgesamt 84 Kilometer.
Eine weitere kreiseigene Kleinbahnstrecke führte ab dem 1. November 1915 mit Güterverkehr und ab dem 4. Oktober 1916 auch mit Personenverkehr von der Kreisstadt Prenzlau 15 Kilometer nach Nordosten bis Klockow.
Die Prenzlauer Kreisbahnen führten ferner den Betrieb der Kreisbahn Schönermark–Damme, die ab 13. Dezember 1905 (Güterverkehr erst ab 6. Februar 1906) eine Querverbindung von Damme an der Kleinbahn Prenzlau–Löcknitz nach Süden über Gramzow bis Schönermark an der Staatsbahnstrecke Stettin–Angermünde herstellte. Diese auch als Angermünder Kreisbahn bezeichnete Strecke war ein gemeinsamer Eigenbetrieb der Kreise Prenzlau und Angermünde. Damit unterstand der Prenzlauer Kreisbahn ein Streckennetz mit einer Gesamtlänge von fast 125 Kilometern, auf dem 13 Dampfloks und vier Triebwagen fuhren.
Die wirtschaftliche Lage der Prenzlauer Kreisbahnen war in den meisten Jahren ihres Bestehens weitaus besser als die anderer Kleinbahnen. Dazu trug auch der bereits am 15. April 1928 eröffnete Kraftverkehrsbetrieb bei, der im Jahre 1939 15 Buslinien unterhielt die von Prenzlau in alle Himmelsrichtungen ausgingen und eine Gesamtlänge von 234 Kilometer hatten, auf denen zehn Omnibusse eingesetzt waren. Allerdings wurde dieser Betriebsteil während des Zweiten Weltkrieges zugunsten des Schienenverkehrs eingeschränkt. Immerhin betrieb man in dieser Zeit zwei Stadtbuslinien in der Kreisstadt.

## Das Prenzlauer Netz im Staatsbetrieb

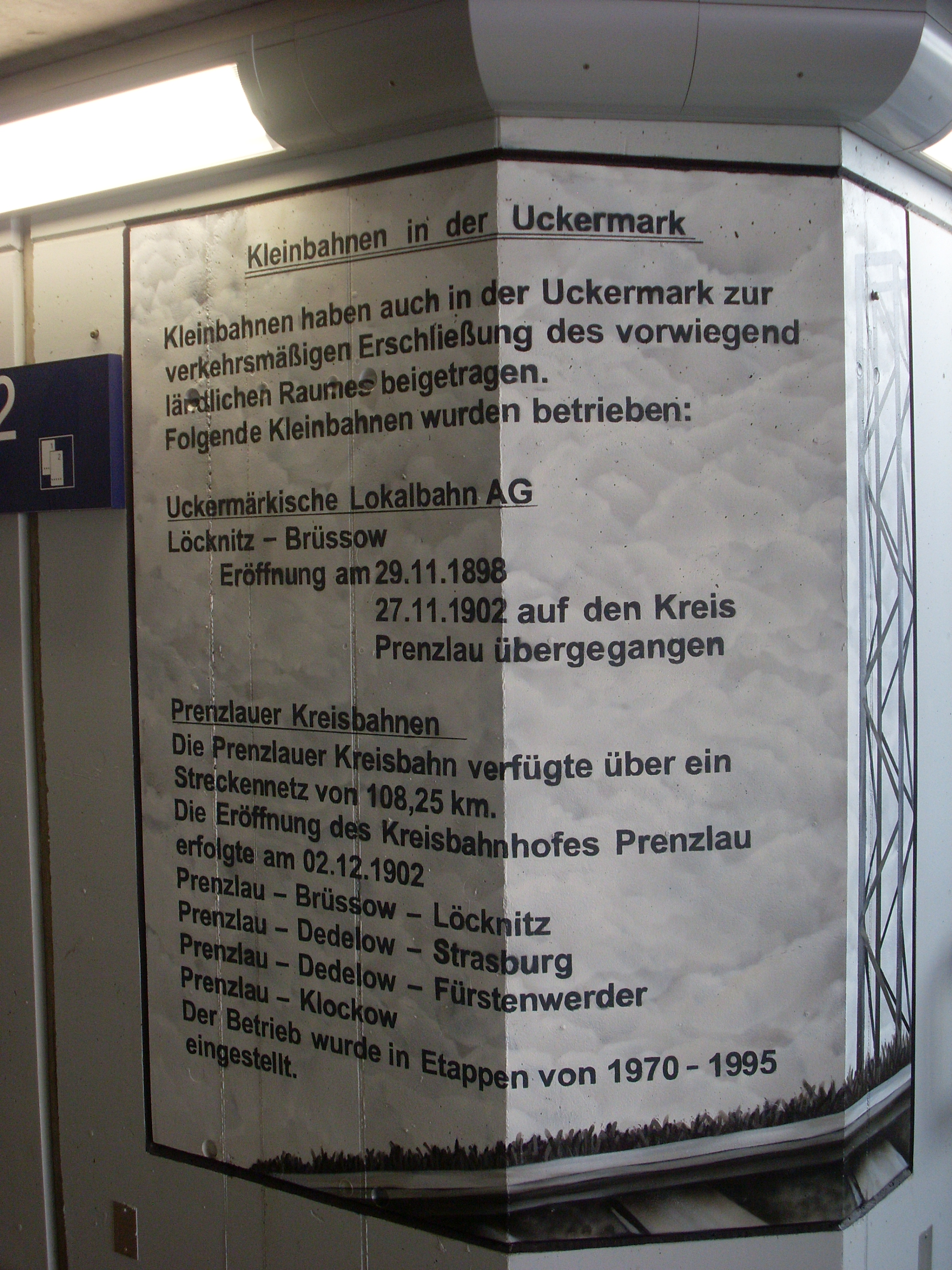
Andenken an die Kleinbahnen in der Uckermark im Bahnhofstunnel Prenzlau

Die Betriebsführung ging ab dem 1. April 1943 auf das Landesverkehrsamt Brandenburg über. Obwohl die Kreisbahn ein rein kommunaler Betrieb war, wurde sie im Jahre 1945 in die Provinzialbahnen der Mark Brandenburg eingegliedert und kam schließlich am 1. April 1949 zur Deutschen Reichsbahn. Inzwischen waren mehrere Teilstrecken demontiert, die aber nach kurzer Zeit wieder aufgebaut wurden. Im Winterfahrplan 1946/47 fuhren nur je drei Zugpaare täglich auf der Strecke Prenzlau–Kutzerow (13 km) und dem Abzweig von Dedelow nach Falkenhagen (3 km). Ein Jahr später waren alle Strecken wieder im Kursbuch zu finden mit Ausnahme des Abschnitts Gramzow–Schönermark, der abschnittsweise bis 1949 auch wieder in Betrieb ging.
Die DR betrieb das umfangreiche Netz noch jahrzehntelang weiter. Erst in den 1970er Jahren begannen Stilllegungsmaßnahmen. Den Anfang machte am 3. Juli 1972 der Personenverkehr Prenzlau–Klockow, der schon 1970/71 monatelang unterbrochen war. Auch der Güterverkehr wurde eingestellt und die Strecke abgebaut. Am 30. September 1978 wurde die Strecke Dedelow–Fürstenwerder vollständig stillgelegt; ebenso am 26. Mai 1979 Gramzow–Schönermark.
Die übrigen Verkehrsleistungen wurden bis in die Jahre nach der Wende aufrechterhalten. Auf der Stammstrecke Prenzlau–Löcknitz gab es bis zum 11. September 1991 noch Personenverkehr, der danach zwischen Damme und Löcknitz im Schienenersatzverkehr betrieben wurde. Gleichzeitig wurde auf diesem Abschnitt auch der Güterverkehr eingestellt. Der restliche Personenverkehr wurde am 27. Mai 1995 eingestellt ebenso wie der Personenverkehr per Bahn zwischen Prenzlau und Strasburg sowie zwischen Damme und Gramzow. Am 31. Dezember 1994 beendete die Deutsche Bahn AG auch den restlichen Güterverkehr auf den verbliebenen Strecken. Sie wurden zum 30. Juni 1997 stillgelegt.

## Heutiger Zustand
Erhalten geblieben ist die Eisenbahntrasse zwischen Damme und Gramzow (Teil der früheren Kreisbahn Schönermark–Damme) sowie von Damme bis kurz hinter Eickstedt. Hier führt das in Gramzow ansässige Brandenburgische Museum für Klein- und Privatbahnen seit 2009 Museumsbahnfahrten durch. Der Abschnitt von Schmölln über Brüssow nach Löcknitz gehört der Eisenbahngrundstücksgesellschaft Randowtal, die auf der Strecke einen Verkehr zu touristischen Zwecken plante. Das Vorhaben konnte jedoch nicht verwirklicht werden. Die Betriebswerkstatt der Kreisbahnen am ehemaligen Kreisbahnhof in Prenzlau steht unter Denkmalschutz.